# ملت تراکتور
ملت تراکتور (اردو:  مِلّت ٹریکٹرز) شرکت خودروسازی پاکستانی است، که در سال ۱۹۶۴ تأسیس شد.